# Kauhsen
 Kauhsen  va ser un equip de cotxes de competició alemany que va arribar a disputar curses a la Fórmula 1.
L'equip va ser fundat per Willi Kauhsen l'any 1976 i va anar pujant de categoria fins a arribar ja l'any 1979 a la F1.
Va debutar a la cinquena cursa de la temporada 1979, al GP d'Espanya disputat al circuit de Jarama el 29 d'abril del 1979.
El seu únic pilot va ser el francès Gianfranco Brancatelli.
L'equip va prendre part en dos Grans Premis disputatsen una única temporada, no aconseguint classificar-se per disputar la cursa en cap ocasió i no assolint cap punt pel campionat del món de constructors.

## Resultats a la Fórmula 1
| Any  | Pilot                  | 1   | 2   | 3   | 4     | 5       | 6       | 7   | 8   | 9   | 10  | 11  | 12  | 13  | 14  | 15  | 16 | Posició | Punts |
| ---- | ---------------------- | --- | --- | --- | ----- | ------- | ------- | --- | --- | --- | --- | --- | --- | --- | --- | --- | -- | ------- | ----- |
| 1979 | Gianfranco Brancatelli | ARG | BRA | SUD | O.USA | ESP NVQ | BEL NVQ | MON | FRA | GBR | ALE | AUT | HOL | ITA | CAN | USA |    | -       | 0     |

## Resum
| Curses: | Victòries: | Pòdiums: | Poles: | Voltes ràpides: | Punts: |
| ------- | ---------- | -------- | ------ | --------------- | ------ |
| 2       | 0          | 0        | 0      | 0               | 0      |